# Лесбія Уркія
Лесбія Янет Уркія (1967 — 6 липня ) — гондураська правозахисниця. Вона була прихильницею охорони навколишнього середовища.

## Біографія
Лесбія Уркія була лідеркою Ради народних і корінних організацій Гондурасу (COPINH), тієї самої організації, до якої належала Берта Касерес. Уркія виступала проти приватизації річок, тому що вони відводяться і перестають давати воду корінним громадам. Крім того, дамби на цих територіях сприяють вирубці лісів компаніями та впливають на флору та фауну цих земель. Вона боролася проти будівництво дамби гідроелектростанції міжнародних інвесторів у Ла-Пасі. Ленки вважали, що дамби вплинуть на їхній доступ до води, їжі та медичних засобів, тож їхній традиційний спосіб життя буде під загрозою. Будівництво цієї дамби призвело до того, що річка Гуалькарке припинила постачання їх водою.
6 липня 2016 року влада знайшла тіло Уркії в місті Маркала, поблизу полігону Мата-Мула. Її вбили в голову двоє вбивць з мачете. Рада поклала відповідальність за її смерть на уряд, зокрема на президента Національної партії та її чоловіка.
Уркія мала трьох дітей, на момент смерті їй було 49 років.